# Bronisław Jarosz (malarz)
Bronisław Ludwik Jarosz (ur. 29 sierpnia 1911, zm. 20 lipca 1974 w Londynie) – polski oficer, krawiec, artysta malarz.

## Życiorys
Urodził się 29 sierpnia 1911. Pochodził ze Lwowa. Ukończył gimnazjum i podjął studia na Uniwersytecie Jana Kazimierza we Lwowie. W okresie II Rzeczypospolitej był urzędnikiem bankowym oraz pracował jako referent w Dyrekcji Kolei Państwowych we Lwowie.
Po wybuchu II wojny światowej był aresztowany i więziony przez sowietów. Po uwolnieniu został żołnierzem Polskich Sił Zbrojnych. W stopniu porucznika służył w szeregach 3 Karpackiego Pułku Artylerii Przeciwpancernej w składzie 3 Dywizji Strzelców Karpackich 2 Korpusu podczas kampanii włoskiej. Później został awansowany na stopień kapitana rezerwy.
Po wojnie pozostał na emigracji w Wielkiej Brytanii. Wyuczył się w zawodzie krawieckim i w tej profesji pracował w Londynie. 29 kwietnia 1960 został naturalizowany w Wielkiej Brytanii. Był członkiem Koła Lwowian w Londynie.
Na początku lat 60. jako amator rozpoczął realizowanie pasji malarskiej. Pierwsze szczególnie zainteresowanie wywołał w 1965, kiedy krytyka zarówno polska jak i angielska przyjęła przychylnie jego prace. Do tego czasu wystawiał obrazy w Acton, Ealing i uczestniczył w X Międzynarodowej Wystawie Malarzy Amatorów. Jesienią 1970 jego trzy obrazy prezentowano na prestiżowej wystawie Chelsea Art Society, zorganizowane w Chenik Galleries w Chelsea. Później podjął tworzenie w emalii. W tym celu podjął studia w The Sity Literary Instytute przy ulicy Drury Lane. Swoje prace w tej dziedzinie wystawił na wystawie ww. instytutu, a następnie na corocznej wystawie związku Artists Enamellers, zorganizowanej w maju 1972 w The Alpine Gallery w Londynie. Ponownie wystawiał swoje prace w tej placówce w 1973, jako jedyny Polak.
Zmarł 20 lipca 1974 w londyńskiej dzielnicy Eastcote. Został pochowany na Cmentarzu South Ealing w Londynie.

## Ordery i odznaczenia
- Krzyż Walecznych[4]
- Krzyż Pamiątkowy Monte Cassino[4]